# نخل هشت‌پر
نخل هَشت‌پَر یا دیپسیس هیومیلیس (نام علمی: Dypsis humilis) نام یک گونه از تیره نخل است.